# Cercosporella primulae
 Cercosporella primulae Allesch. – gatunek grzybów z klasy Dothideomycetes.

## Systematyka i nazewnictwo
Pozycja w klasyfikacji według Index Fungorum: Cercosporella, Mycosphaerellaceae, Capnodiales, Dothideomycetidae, Dothideomycetes, Pezizomycotina, Ascomycota, Fungi.
Synonimy:
- Cercospora primulae Fautrey 1891
- Ramularia triolensis Maire 1907

Według Index Fungorum jednak obydwa podane powyżej gatunki to taksony niepewne.

## Morfologia i fizjologia
Grzyb mikroskopijny, endobiont żyjący wewnątrz tkanek rośliny, pomiędzy jej komórkami. Na liściach zaatakowanej rośliny tworzy tylko oznaki etiologiczne. Są to plamy widoczne na obydwu stronach blaszki liściowej. Mają barwę od żółtawej przez ochrową do brązowej.
Grzybnia wewnętrzna, strzępki bezbarwne z przegrodami, o szerokości 2–5 μm. Konidiofory w małych grupkach, rzadko samotne, wyrastające z grzybni poprzez szparki liścia, lub przebijające jego naskórek. Są bezbarwne, wyprostowane, proste do kolankowatych-krętych, o długości 10–50 μm i szerokości 2,5–7 μm. Mają 0–2 przegród i gładką powierzchnię. Po oderwanych zarodnikach pozostają wypukłe blizny. Stare konidiofory czasem są słabo pigmentowane u podstawy. Konidia półjajowate, ostro zakończone, o rozmiarach  30–80(–120) × 3–6 μm. Mają (0–)3–6(–12) przegród, są bezbarwne. gładkie, zwężające się w kierunku wierzchołka.

## Występowanie i siedlisko
Występuje w Europie, Syberii Zachodniej, na Kaukazie i w Nowej Zelandii. W polskim piśmiennictwie mykologicznym podano wiele stanowisk.
Pasożyt rozwijający się na różnych gatunkach pierwiosnków.

## Gatunki podobne
Na pierwiosnkach podano występowanie 3 gatunków powodujących plamistość liści pierwiosnka: Ramularia primulae Thüm., Cercosporella primulae Allesch. i Ovularia primulana P. Karst. Ich odrębność budziła wielokrotnie zastrzeżenia. Ovularia primulana uznano za synonim Cercosporella primulae, dwa pierwsze gatunki uznano za odrębne. Różnią się głównie fizjologiczną aktywnością i oddziaływaniem patologicznym.